# Erich Federschmidt
Erich Herman Federschmidt (ur. 14 czerwca 1895 w Filadelfii, zm. 24 lutego 1962 w Jensen Beach) – amerykański wioślarz, srebrny medalista olimpijski.
Wystąpił na igrzyskach olimpijskich w Antwerpii w 1920, gdzie reprezentanci USA w składzie: Kenneth Myers, Carl Klose, Franz Federschmidt, Erich Federschmidt i Sherman Clark (sternik) zdobyli srebrny medal w czwórkach ze sternikiem. W finale o 4 sekundy przegrali z osadą Szwajcarii. Był to jego jedyny start olimpijski.
W trakcie I wojny światowej służył w United States Army Medical Corps.
Franz Federschmidt był jego starszym bratem.